# العلاقات الجزائرية النيبالية
العلاقات الجزائرية النيبالية هي العلاقات الثنائية التي تجمع بين الجزائر ونيبال.

## مقارنة بين البلدين
هذه مقارنة عامة ومرجعية للدولتين:
| وجه المقارنة                                              | الجزائر                      | نيبال                             |
| --------------------------------------------------------- | ---------------------------- | --------------------------------- |
| المساحة (كم2)                                             | 2.38 مليون                   | 147.18 ألف                        |
| عدد السكان (نسمة)                                         | 38.81 مليون                  | 29.40 مليون                       |
| الكثافة السكانية (ن./كم²)                                 | 16.31                        | 199.76                            |
| العاصمة                                                   | الجزائر                      | كاتماندو                          |
| اللغة الرسمية                                             | اللغة العربية، لغات أمازيغية | اللغة النيبالية                   |
| العملة                                                    | دينار جزائري                 | روبية نيبالية                     |
| الناتج المحلي الإجمالي (بليون دولار)                      | 170.37 مليار                 | 24.47 مليار                       |
| الناتج المحلي الإجمالي (تعادل القوة الشرائية) بليون دولار | 582.63 مليار                 | 70.20 مليار                       |
| الناتج المحلي الإجمالي الاسمي للفرد دولار أمريكي          | 4.21 ألف                     | 743                               |
| الناتج المحلي الإجمالي للفرد دولار أمريكي                 | 14.19 ألف                    | 2.37 ألف                          |
| مؤشر التنمية البشرية                                      | 0.745                        | 0.548                             |
| رمز المكالمات الدولي                                      | +213                         | +977                              |
| رمز الإنترنت                                              | .dz                          | .np                               |
| المنطقة الزمنية                                           | ت ع م+01:00                  | UTC+05:45، التوقيت الموحد لنيبال ‏ |

## منظمات دولية مشتركة
يشترك البلدان في عضوية مجموعة من المنظمات الدولية، منها:
| علم المنظمة | اسم المنظمة                               | تاريخ انضمام الجزائر | تاريخ انضمام نيبال |
| ----------- | ----------------------------------------- | -------------------- | ------------------ |
|             | مؤسسة التنمية الدولية                     | 26 سبتمبر 1963       | 6 مارس 1963        |
|             | يونسكو                                    | 15 أكتوبر 1962       | 1 مايو 1953        |
|             | مؤسسة التمويل الدولية                     | 23 سبتمبر 1990       | 7 يناير 1966       |
|             | منظمة حظر الأسلحة الكيميائية              | ?                    | ?                  |
|             | الأمم المتحدة                             | 8 أكتوبر 1962        | 14 ديسمبر 1955     |
|             | منظمة الشرطة الجنائية الدولية             | ?                    | ?                  |
|             | البنك الدولي للإنشاء والتعمير             | 26 سبتمبر 1963       | 6 سبتمبر 1961      |
|             | الاتحاد البريدي العالمي                   | ?                    | ?                  |
|             | المركز الدولي لتسوية المنازعات الاستشارية | 22 مارس 1996         | 6 فبراير 1969      |
|             | وكالة ضمان الاستثمار متعدد الأطراف        | 4 يونيو 1996         | 9 فبراير 1994      |
|             | منظمة التجارة العالمية                    | ?                    | ?                  |
|             | الفريق المعني برصد الأرض                  | 2005                 | ?                  |

## وصلات خارجية
- موقع وزارة الخارجية الجزائرية
- موقع وزارة الخارجية النيبالية